# Eugenia gacognei
Eugenia gacognei är en myrtenväxtart som beskrevs av Xavier Montrouzier. Eugenia gacognei ingår i släktet Eugenia och familjen myrtenväxter.
Artens utbredningsområde är Nya Kaledonien. Inga underarter finns listade i Catalogue of Life.